# 장하오웨이
장하오웨이(중국어 간체자: 张昊唯, 정체자: 張昊唯, 병음: Zhāng Hàowéi, 한자음: 장호유, 1990년 6월 18일 ~ )는 중국의 배우이다.

## 출연작

### 드라마
- 2015년 동방 위성 텔레비전 주파극장 《타래료, 청폐안》 - 소북 역
- 2015년 CCTV-1 제일특약극장 《온주량가인》 - 쉬진성 역
- 2017년 동방 위성 텔레비전 주파극장 《구혼대작전》 - 천하오난 역
- 2017년 동방 위성 텔레비전 주파극장 《랑야방지풍기장림》 - 인구 역
- 2018년 후난위성텔레비전 금응독파극장 《일천령일야》 - 천목 역
- 2019년 텐센트 웹드라마 《경여년》 -  태자 이승건 역
- 2020년 유쿠 웹드라마 《중생》 - 루밍쟈 역
- 2020년 유쿠 웹드라마 《내 사랑 사야님》 - 당천원 역
- 2020년 아이치이 웹드라마 《타기실몰유나마애니》 - 샘 역
- 2020년 아이치이 웹드라마 《표량서생》 - 뢰택훈 역
- 2020년 아이치이 웹드라마 《심택렵인》 - 아빈 역
- 2021년 아이치이 웹드라마 《일전방화》 - 리우위안쥐 역
- 2021년 저장 위성 텔레비전 중국람극장 《니호검찰관》 - 롄티엔여우 역
- 2021년 아이치이 웹드라마 《애정응해유적양자 : 사랑은 이래야 해》 - 왕쉬동 역